# Dysidea horrens
Dysidea horrens är en svampdjursart som först beskrevs av Emil Selenka 1867.  Dysidea horrens ingår i släktet Dysidea och familjen Dysideidae. Inga underarter finns listade i Catalogue of Life.